# Учжулю
Учжулю Жоди (кит. трад. 烏珠留若鞮, упр. 乌珠留若鞮, пиньинь Wūzhūliú Ruòdī, личное имя Нанчжиясы кит. упр. 囊知牙斯, пиньинь Nángzhīyásī; после реформы Ван Мана сменил на Чжи), шаньюй хунну с 8 года до н. э. по 13 год.
Сын Хуханье. Объявил войну Ван Ману. Его сын Би стал первым шаньюем южных хунну — Хуханье II.

## Правление. Первый этап
Правление начал с кадровых перестановок: восточным чжуки сделал брата Ло, Юя западным чжуки. Удияса отправил в Китай. Император отправил пристава Хэхоу Фаня и помощника Хань Юна послом к хуннам. В это время председателем правительства (дасыма пяоци цзянцзюнь) Хань стал Ва Гэнь. Он получил доклад о том, что в территорию Китая вдаётся кусок хуннской земли. Земля эта плодородна, покрыта лесом, и там водятся орлы, перья которых употребляются хуннами на стрелы. Решено было потребовать эту землю у шаньюя, император дал согласие на это. Хэхоу Фань предъявил требование к Учжулю. Шаньюй обещал произвести расследование. Когда послы второй раз предъявили требование, Шаньюй ответил: земля эта хуннам нужна чтобы доставать древесину, досталась она от предков и не может шаньюй потребовать её от князя. Фань уехал и был назначен правителем Тайюаня. Шаньюй отправил запрос императору: действительно ли император требовал землю. Чтобы не злить шаньюя, чиновники составили ответ, что Хэхоу Фань действовал сам и без приказа императора, его следует казнить, но император милует его.
В 6 году до н. э. в Китае умер сын Учжулю Удиясы, его привезли в землю хуннов для похорон. В 3 году до н. э. Учжулю подал прошение о встрече с императором. Во 2 году до н. э. Ай-ди заболел, ему стали говорить, что приезд хуннов во дворец наводит гнев духов на двор, а министры решили, что приезд шаньюя вводит страну в ненужные траты. Только чиновник (хуань мэн хан) Ян Хун подал доклад, в котором перечислил выгоды от дружбы с шаньюем. За смелость император одарил его шёлком и золотом. Теперь заболел шаньюй и сообщил, что приедет в следующем году со свитой в 500 человек (раньше было 200). В 1 году до р. х. Учжулю приехал в Китай. В загородном дворце состоялась аудиенция. Учжулю получил: 370 одежд, 30 000 шелков, 15 тонн ваты и то же, что дарили прежним шаньюям. Пристав Хань Хуан проводил шаньюя в земли хуннов.
В 1 году до р. х. на престол вступил малолетний Хань Пин-ди, регентом была вдовствующая императрица и синьдухэу Ван Ман. Ван Ман потребовал, чтобы единокровную сестру шаньюя Сюйбу Цзюйцыюнь, дочь жены Хуханье Ван Цян передали для службы во дворце. Впрочем, княжна быстро стала любимицей вдовствующей императрицы.
Князья Чэши Гоугу и цюйхулай Танду, устав от контроля китайского пристава, вместе с семьями и имуществом бежали к шаньюю. Учжулю поселил их в землях лули-князи и написал доклад императору с сообщением об этом. Из Китая пришёл ответ с требованием выдать князей. Шаньюй отвечал: правила выдачи распространяются на Хань и Хунну, а эти князья иностранцы. Ван Ман приказал напомнить шаньюю о том, что только Китаю Учжулю обязан своим троном. Учжулю был вынужден отправить князей и просил их помиловать. По приказу Ван Мана их отвезли в Сиюй и в присутствии съезда князей отрубили головы. Шаньюю передали, что по новым правилам хунны обязаны выдавать всех: китайцев, усуньцев, сиюйцев, ухуаней. Ван Ман затеял реформу имён и приказал намекнуть Учжулю, что его имя Нанчжиясы неудобно для китайцев. Учжулю принял это и сменил имя на Чжи. Ван Ман отблагодарил его подарками.
Ван Ман постепенно отягощал условия договора для хунну. Китайский пристав у ухуаней объявил запрет на выдачу хуннам дани холстами и кожами. Приехал хуннский чиновник для сбора дани и торговли, с ним приехало много хуннов, включая женщин и детей. Ухуаньский старейшина сказал, что новый приказ императора запрещает платить хуннам дань, в ответ хуннский чиновник повесил его за ноги. Ухуани напали на хуннов и перебили их. Учжулю приказал наказать ухуаней и восточный чжуки напал на них. В основном ухуани разбежались, хунну поймали 1000 женщин и детей, ухуаням сказали выкупить пленных. Ухуани привезли выкуп, хунны его взяли, пленных не вернули.

## Учжули иВан Ман
В январе 9 года Ван Ман провозгласил себя императором. Ван Цзюнь (увэй цзянгцзнь) и пять других чиновников отправились сообщить шаньюю о падении дома Хань и вошествии дома Синь — Ван Мана. Кроме прочего замене подлежала государственная печать шаньюя. На старой был китайская надпись: хун ну шань юй си — государственная печать хуннского шаньюя, а на новой значилось синь хун ну шань юй чжан — новый знак шаньюя. То есть шаньюй ставился в один разряд не с вассальными государями, а с высшими чиновниками. Учжулю принял печать не глядя, старую сдал и отправился пировать. Чэнь Гао разбил старую печать, пока шаньюй не потребовал её обратно. Утром Учжулю прочитал надпись на печати и стал требовать прежнюю. Послы ответили: такова воля императора, старая печать уничтожена. Шаньюй отправил чжуки Юя просить Ван Мана восстановить прежнюю печать, а лиу Сяню приказал выселить ухуаней из земель хунну.
Обе стороны понимали, что с тех пор как Китай потребовал у хуннов землю, отношения между державами стали ухудшаться и теперь дело шло к войне. Учжулю отправил великого цзюйкюйя Пухулуцзы с 10 000 конницы, якобы для сопровождения ухуаней, на самом деле войска подошли к Шофану. В 10 году Сюйчжили князь Чеши хотел присоединиться к хуннам, но китайский наместник Дань Цинь зарубил его. Хуланчжи, брат казнённого, с 2000 воинов и семьёй ушёл к хуннам. Хуланчжи соединился с хуннами и сделал набег на княжество Хэучень, где убил князя. Китайские наместники в Сиюе: Сюй И, Чэнь Лян, Чжун Дай, сымачэн Хань Юань, цюйхоу Жэнь Шан составили заговор. Они убили верховного наместника Дяохо и впустили 2 000 хуннов в Сиюй. Шаньюй наградил их титулами. Дань Цин доложил о мятеже и о том, что южный предводитель и западный Ичжицзы посягнули на Сиюй. Ван Ман приказал разделить земли хунну на 15 владений. К хуннам отправился пристав Хо Бай с помощником Дай Цзи, 10 000 конницы и подаркам. У города Юаньчжун они созвали хуннских князей — сыновей и внуков Хуханье для награждения. Пригласили западного юлисяня Сяня с сыновьями Дэном и Чжу. Приехавшего князя насильно сделали шаньюем Хяо и подарили ему литавру, колесницу, повозку, 1000 лян золота, 1000 шелков, 10 трезубцев. Чжуу провозгласили шаньюем Шунь, подарили 500 лан золота и вместе с братом отправили в Чанъань.
В 11 году Учжулю публично объявил Ван Мана узурпатором и отправил восточного гудухоу, западного ичжицзы Хулуцзы, восточного чжуки Ло на штурм линии Ишеусай в Юньчжуне, они убили множество жителей. Шаньюй приказал всем князьям напасть на Китай. Северная граница Китая была сметена неожиданным ударов хуннов, число жертв не поддаётся подсчёту. Ван Ман приказал собрать 300 000 войска и 10 путями гнать хуннов на север до земли динлинов и уничтожить, страну хуннов разделить между 15 шаньюями. Янь Ю был назначен полководцем, он написал неодобрительное заключение о плане предстоящей войны. Янь Ю считал, что план никуда не годится, анализируя прошлые войны можно понять, что 300 000 армия в земле хуннов не сможет прокормиться и её будет невозможно снабжать из Китая, Хань У-ди допустил подобную ошибку, лучше отправить несколько небольших армий посменно, тогда и хунну будут разгромлены и армия не погибнет. Ван Ман приказал оставить ненужные домыслы и собирать армию. «Шаньюй» Сянь бежал к Учжулю и попросил прощения и был прощён. Енань цзянцзюнь Чэнь Цинь и чжэньди цзянцзюнь Ван Сюнь заняли Юньчжун и линию Гэсесай. Особенно обеспокоило Ван Мана то, что хуннские князья забыли о его подарках и воюют за Учжулю. Ван Ман лично отрубил голову Дэну за измену его отца. Армия провела весь 12 год в гарнизонах на границе, что не спасало страну от непрекращающихся набегов, северная окраина Китая обезлюдела.
В 13 году умер Учжулю. Управляющий делами шаньюя гудухоу Сюйбудан был женат на Имоцзюйцыюнь дочери Ван Цян Чжаоцзюнь. Он желал поставить шаньюем Юй, но решил, что лучше заключить мир с Ван Маном и возвёл князя Сяня на престол под именем Улэй-Жоди